# Погосов Олексій Юрійович
Олексій Юрійович Погосов (* 1962) — український науковець, викладач, з 1990 р. – доцент, а з 1996 р. –  професор Одеського національного політехнічного університету (з 1 квітня 2021 – Українського Державного університету "Одеська політехніка") автор біля 200 науково-методичних публікацій, в тому числі 10 монографій та підручників для студентів вишів, є винахідником (понад 40 патентів на винаходи, корисні моделі та промислові зразки). Науковий ступінь – доктор технічних наук (1996), вчене звання – професор (1998). Автор розробок у сфері технічної фізики, технічної діагностики, автоматичного управління та діагностичного моніторингу техногенних процесів в сфері атомної енергетики.

## Життєпис
У 1984 році закінчив факультет автоматики та обчислювальної техніки Одеського політехнічного інституту (з 1 квітня 2021 – Українського Державного університету "Одеська політехніка").
У 1986–1989 роках навчався в аспірантурі за спеціальністю «Ядерні енергетичні установки». У 1990 захистив кандидатську дисертацію. 
З 1992 по 1994 – працював як командирований керівництвом України (по запиту міністерства освіти Японії)  в якості стажера-дослідника та викладача в Токійському Державному університеті.
В 1994 р. продовжив роботу в ОНПУ на посаді доцента. У 1996 – захистив докторську дисертацію. 
Активно публікується в наукових періодичних виданнях, що індексуються в міжнародних базах даних (зокрема, SCOPUS, WoS).
Має актуальні розробки у сфері технічної фізики, в тому числі – фізики і діагностики ядерних реакторів та допоміжного обладнання АЕС, розробки в сфері радіоекології, дозиметрії, розробки систем управління та моніторингу техногенних процесів, розробки щодо приладів поточного контролю та діагностики ядерно- та радіаційно- небезпечного енергетичного обладнання та розробки щодо інформаційної підтримки безпечної експлуатації устаткування атомних електричних станцій.
Наукова активність розповсюджується за межі основної професійної діяльності.
Останній запатентований винахід (патент України №116942, заяв. № а 2016 09809), винахід опубліковано 25.05.18, Бюл.№10): «Підкаліберний бронебійний снаряд з активованим фактором радіаційної дії». 